# Anacharis immunis
Anacharis immunis är en stekelart som beskrevs av Walker 1835. Anacharis immunis ingår i släktet Anacharis, och familjen glattsteklar. Arten är reproducerande i Sverige.